# Магистраль Нью-Джерси

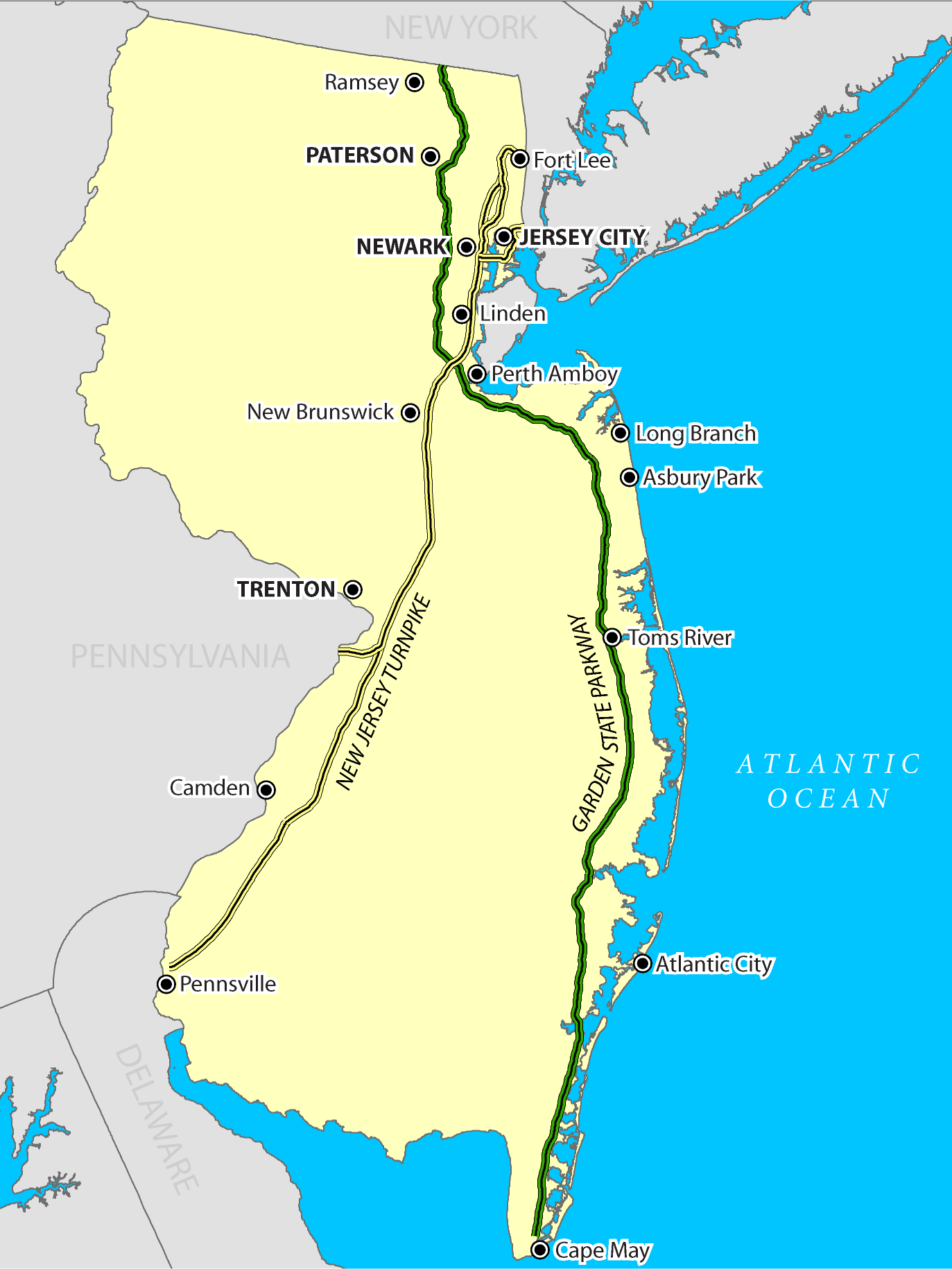
Схема Нью-Джерси Тёрнпайк (New Jersey Turnpike) и Garden State Parkway

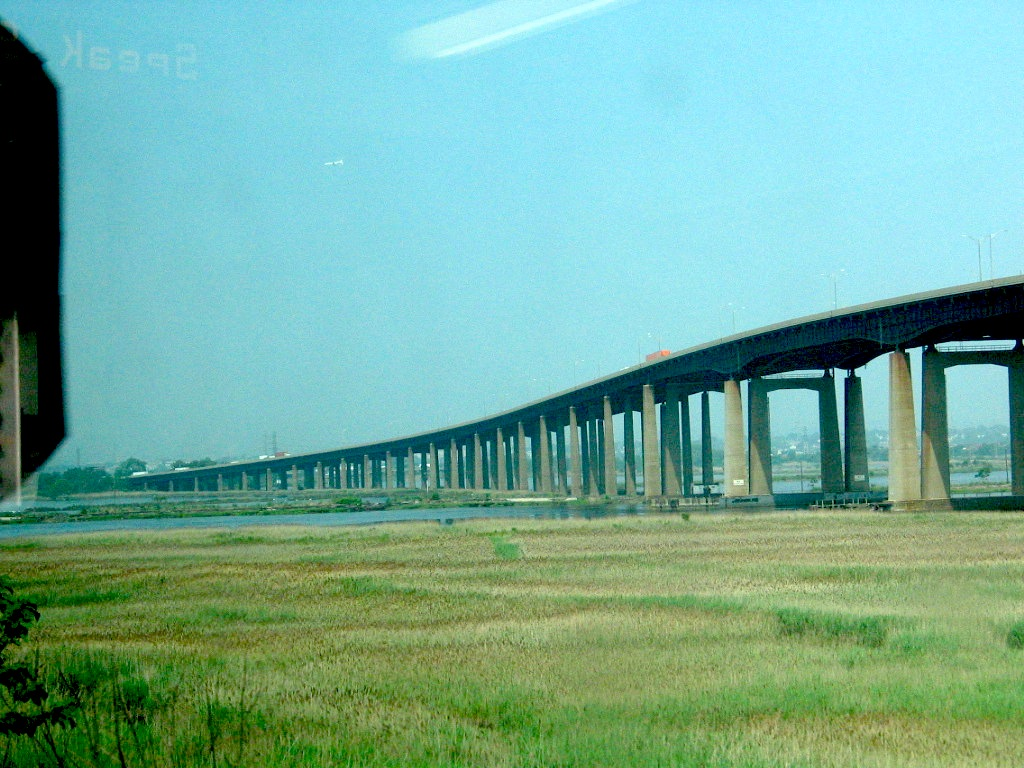
Нью-Джерси Тёрнпайк в северном Нью-Джерси

Магистраль Нью-Джерси, также Нью-Джерси Тёрнпайк (англ. New Jersey Turnpike) — платная автомагистраль в Соединённых Штатах Америки, длиной 196,98 км без учёта ответвлений. Проходит по территории штата Нью-Джерси от границы со штатом Делавэр на юге (мост Delaware Memorial Bridge) до границы со штатом Нью-Йорк на севере (мост Джорджа Вашингтона). Бо́льшая часть трассы магистрали, между выездом 6 и мостом Джорджа Вашингтона, совпадает с трассой межштатной автомагистрали I-95. Поскольку I-95 имеет разрыв в районе границы между Нью-Джерси и Пенсильванией, Платная автодорога Нью-Джерси используется, вместе с другими магистралями, в качестве соединительной трассы между частями I-95.
Является платной дорогой закрытого типа, то есть с контролем при въезде и осуществлением оплаты при выезде с дороги. Стандартное ограничение скорости на магистрали - 65 миль в час (примерно 105 км/ч).
Проходя по густонаселённым районам Нью-Йоркской агломерации, а также представляя собой часть транспортного коридора, соединяющего штаты северо-востока США с югом, Нью-Джерси Тёрнпайк является одной из самых загруженных платных автомагистралей в стране.
Сооружение магистрали было начато в 1949 году. Основная часть была открыта для движения в ноябре 1951 года, через 21 месяц после начала строительства. В дальнейшем было построено несколько ответвлений; также постоянно проводятся работы по расширению проезжей части. В настоящее время количество полос в каждом направлении на некоторых участках (между выездами 10 и 14) достигает семи.
Название turnpike употребляется для обозначения многих платных автомагистралей в США и происходит от названия пунктов сбора оплаты на дорогах средневековой Англии, оборудованных поворотными устройствами из заострённых пик.
На этой магистрали в 1950-х годах впервые в мире появилось табло переменной информации.

## Палеонтология
В 2012 году доисторический крокодиломорф Borealosuchus threeensis получил видовое название в качестве отсылки на третий съезд с Нью-Джерси Тёрнпайк, откуда ближе всего добираться до места обнаружения окаменелости.